# Euneophlebia acutissima
Euneophlebia acutissima är en fjärilsart som beskrevs av Emilio Berio 1972. Euneophlebia acutissima ingår i släktet Euneophlebia och familjen nattflyn. Inga underarter finns listade i Catalogue of Life.